# Hospital Universitario de Canarias

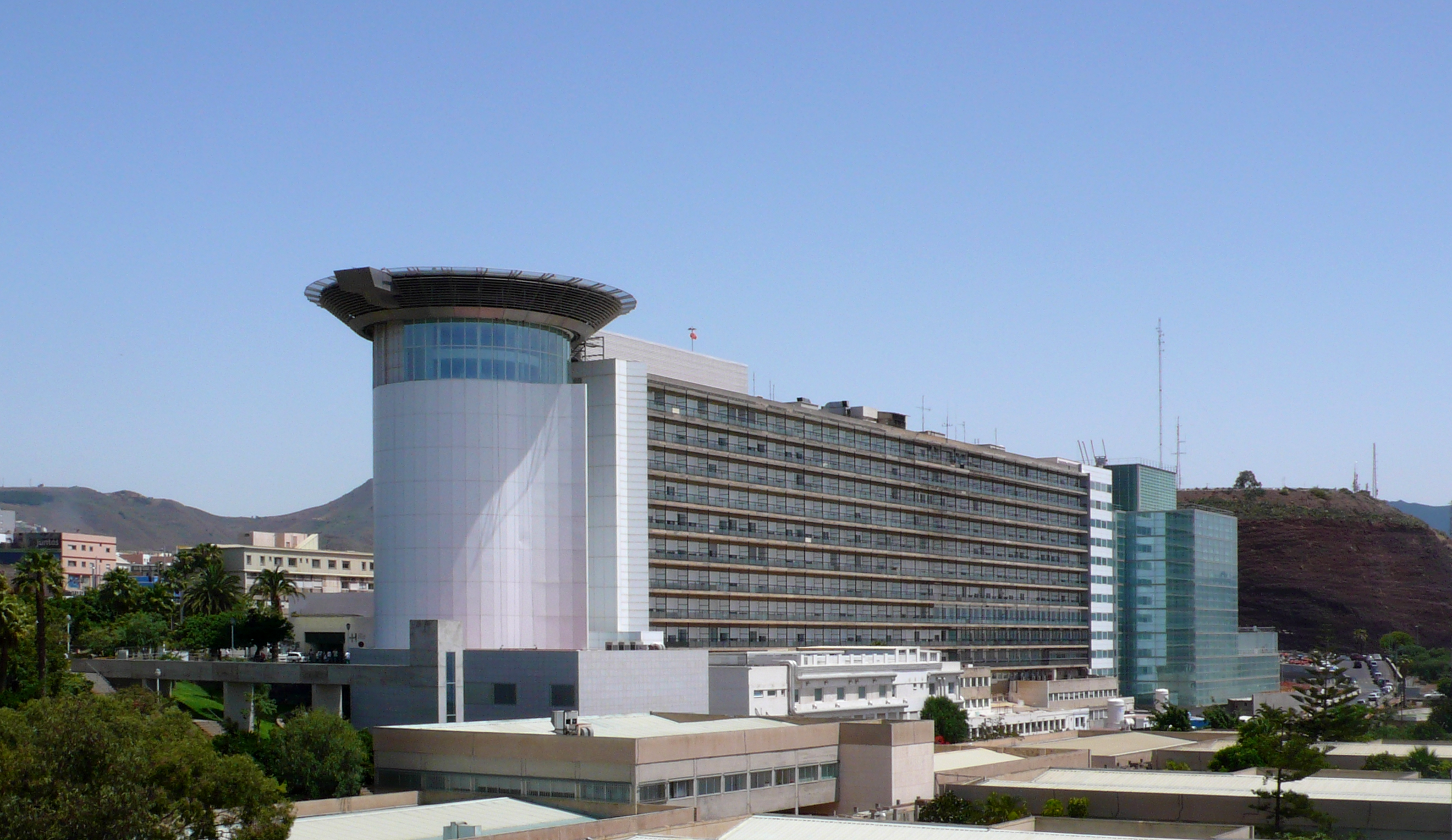
Hospital Universitario de Canarias.

Hospital Universitario de Canarias är ett universitetssjukhus som ligger på Teneriffa i Spanien. Det invigdes 1971 och ligger i San Cristóbal de La Laguna. Sjukhuset betjänar invånarna i de norra och västra kommunerna på Teneriffa och är dessutom referenssjukhus till ön La Palma.
Sjukhuset har en yta på 71,000 m2. Det anses i tillsammans med Hospital Universitario Nuestra Señora de Candelaria vara ett remiss-sjukhus för vissa specialiteter för Kanarieöarna och även Spanien. Hospital Universitario de Canarias var också det första universitetssjukhuset på Kanarieöarna.